# Cocorie
Cocorie – osada (buurt) w dzielnicy Ronde Klip, miasta Willemstad, w dystrykcie Willemstad, w kraju autonomicznym Curaçao, należącym do Holandii, w Ameryce Południowej. 20 października 2023 r. liczyła 257 mieszkańców. Zarówno pod względem liczby mieszkańców, jak i powierzchni, jest najmniejszą osadą w dzielnicy.   